# Hoeve Hooghuis

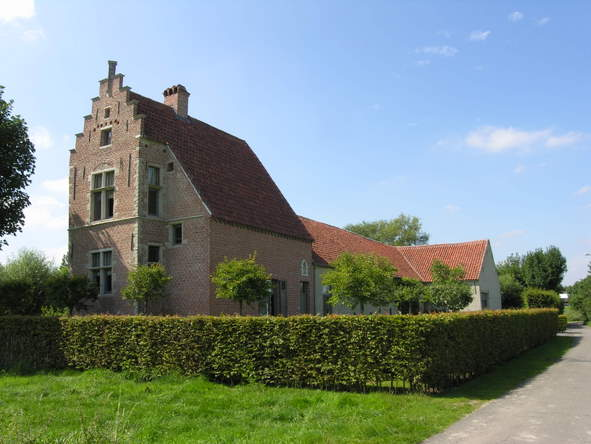
Hoeve Hooghuis

Hoeve Hooghuis is een historische hoeve in de tot de stad Mechelen behorende plaats Battel, gelegen aan de Hogeweg 253.

## Geschiedenis
Hier lag een Spaans fort dat in de 4e helft van de 16e eeuw werd gebouwd. Toen dit geen militaire functie meer had werd het een hoeve.

## Gebouw
Het torenachtige hooghuis is 16e-eeuws. Het is gebouwd in baksteen en zandsteen en heeft een trapgevel. In het huis vindt men nog een schouw in gotische stijl. Bij het huis bevindt zich een in de 18e eeuw gebouwde schuur.